# Francesca Eastwood
Francesca Ruth Fisher-Eastwood (Redding, 7 de agosto de 1993) é uma atriz, modelo, personalidade de televisão e socialite americana. Ela ficou conhecida depois de estrelar, junto com sua família, o reality de televisão Mrs. Eastwood & Company, transmitido pelo canal E!.

## Início da vida
Francesca é filha da atriz Frances Fisher e do ator e diretor Clint Eastwood. Ela tem seis meio-irmãos, todos por parte de pai, as irmãs Kimber, Tunis, Alison, Kathryn Reeves, Morgan e os irmãos Kyle e Scott. Sua mãe possui ancestralidade russo-judaica, húngara-judia e norueguesa. Seu pai é de ascendência inglesa, irlandesa, escocesa e holandesa.
Ela estudou na Stevenson School em Pebble Beach, Califórnia.

## Carreira
Sua primeira grande aparição foi no reality Mrs. Eastwood & Company, que estreou em 20 de maio de 2012. Ele tinha o foco em mostrar a sua vida, de sua madrasta Dina Eastwood e de sua meia-irmã Morgan Eastwood. Durante um episódio, ela e o fotógrafo Tyler Shields, seu namorado na época, foram filmados queimando e destruindo uma bolsa de 100 mil dólares da Hermès durante uma sessão de fotos. Isso gerou uma repercussão negativa fazendo com que ela recebesse ameaças de morte. Porém, quando questionado sobre a polêmica, Tyler disse que "As pessoas gastam 200 mil na capa de um álbum, gastam milhões em serviços de catering para filmes, gastam dinheiro para criar coisas - que é tudo o que eu estou fazendo com isso". Eastwood foi Miss Globo de Ouro em 2013.
Em 2017 ela e a sua mãe, Frances Fisher, estrelaram o aclamado episódio de Fargo, "The Law of Non-Contradiction", como a versão mais jovem e mais velha da mesma personagem.

## Vida pessoal
Em 2013, ela passa a morar em Los Angeles e frequentar a Universidade do Sul da Califórnia.
Em 17 de novembro de 2013 se casa com Jordan Feldstein, irmão do Jonah Hill, em uma pequena cerimônia em Las Vegas, Nevada. No dia 25 de novembro, Eastwood pede a anulação do casamento, pouco mais de uma semana depois da celebração. Em 2017 casou-se com o ator Clifton Collins Jr. e está esperando seu primeiro filho.

## Filmografia
| Ano  | Título                                                  | Função            | Notas                     |
| ---- | ------------------------------------------------------- | ----------------- | ------------------------- |
| 1995 | Stars Fell on Henrietta, TheThe Stars Fell on Henrietta | Maria Dias        |                           |
| 1999 | True Crime                                              | Kate Everett      |                           |
| 2012 | Mrs. Eastwood & Company                                 | Ela mesma         | Série de TV (7 episódios) |
| 2014 | Jersey Boys                                             | Garçonete         |                           |
| 2014 | Perception                                              | Modelo alucinação | Série de TV (1 episódio)  |
| 2015 | Wuthering High School                                   | Ellen             | Filme para TV             |
| 2015 | Final Girl                                              | Gwen              |                           |
| 2015 | Mother of All Lies                                      | Sara              | Filme para TV             |
| 2015 | Girl Missing                                            | Jane              | Filme para TV             |
| 2015 | Kids vs Monsters                                        | Candy             |                           |
| 2015 | Heroes Reborn                                           | Molly Walker      | Série de TV (3 episódios) |
| 2016 | Outlaws and Angels                                      | Florença Tildon   |                           |
| 2017 | M.F.A.                                                  | Noelle            |                           |
| 2017 | The Vault                                               | Leah Dillon       |                           |
| 2017 | Fargo                                                   | Vivian Lord       | Série de TV (1 episódio)  |
| 2017 | Twin Peaks                                              | Garçonete Kristi  | Série de TV (1 episódio)  |
| 2018 | Uma Violenta Separação                                  |                   |                           |